# Бакарі Конате
Бакарі Конате (фр. Bakary Konaté; нар. 17 квітня 2003, Бамако, Малі) — малійський футболіст, захисник криворізького «Кривбасу».

## Клубна кар'єра
Народився в столиці Малі, місті Бамако. На початку липня 2021 року приєднався до юнацької команди клубу «Вілаверденсе». А вже на початку серпня наступного року відправився в оренду до «Салгейруша».На професійному рівні дебютував 17 вересня 2022 року в нічийному (0:0) домашньому поєдинку 1-го туру Національного чемпіонату Португалії проти «Гондомара». Бакарі вийшов на поле в стартовому складі та відіграв увесь матч. У сезоні 2022/23 років провів 15 поєдинків у третьому дивізіоні португальського чемпіонату.
Наприкінці червня 2023 року повернувся з оренди у розташування «Вілаверденсе». Дебютував за команду 23 липня 2023 року в програному (0:1) домашньому поєдинку першого раунду Кубку португальської ліги проти «Каза Пії». Конате вийшов на поле в стартовому складі, а на 80-й хвилині його замінив Арманду Лопеш. У Сегунда-лізі дебютував за «Вілаверденсе» 18 листопада 2023 року в програному (0:1) виїзному поєдинку 11-го туру проти «Мафри». Бакарі вийшов на поле на 58-й хвилині замість Жоау Баптішти. У першій половині сезону грав рідко, провів 2 матчі в чемпіонаті та 1 поєдинок у Кубку ліги. У другій половині сезону 2023/24 років грав частіше, провів 11 матчів у другому дивізіоні португальського чемпіонату.
5 липня 2024 року підписав 4-річний контракт з «Кривбасом».

## Стиль гри
Здатний зіграти на позиції правого, центрального та лівого захисника.